# Трактор (Удмуртия)
Тра́ктор — деревня в Можгинском районе Удмуртской Республики РФ.

## География
Находится в юго-западной части Удмуртии на расстоянии приблизительно 13 км на юг-юго-восток по прямой от районного центра города Можга.

## История
Известна с 1932 года как коммуна, с 1939 по 1989 годы выселок. До 2021 года входила в состав Можгинского сельского поселения.

## Население
Постоянное население составляло 324 человека в 2002 году (удмурты 69 %, русские 30 %), 275 в 2012.